# Szabad Ferenc (nagyprépost)
Szabad Ferenc (Kassa, 1814 – Kassa, 1899 után?) nagyprépost.

## Életútja
Budapesten a Központi Papnevelő Intézetben hallgatta a hittudományokat. 1836-ban a kassai püspöki hivatalban kisegítő; 1837-ben fölszenteltetése után a szeminárium prefektusa, 1839-ben teológiai tanár, 1857-ben kanonok, 1861-ben sóvári címzetes apát, 1863-ban kassai plébános, 1878-tól egyszersmind nagyprépost volt. 1884-től püspöki helynök.
Vezércikkeket írt a Magyar Államba (Sz. jegy alatt.)

## Munkái
- Gyászbeszéd, melyet Kolárcsik István rozsnyói megyés püspök temetése alkalmával mondott. Rozsnyó, 1869.
- Ünnepi és alkalmi szentbeszédek. Sajtó alá rendezték T. B. és H. U. Eger, 1887-88. Két rész. (I. Nagybőjti szentbeszédek. II. Ünnepi és alkalmi szentbeszédek).